# Хайдебранд унд дер Лаза, Ганс-Кристоф фон
Ганс-Кристоф фон Хайдебранд унд дер Лаза (или Гейдебранд, нем. Hans-Christoph von Heydebrand und der Lasa; 6 сентября 1893 — 15 мая 1942) — немецкий офицер, участник первой и второй мировых войн.

## Биография
Родился 6 сентября 1893 года в городе Бреслау (ныне Вроцлав, Польша).
26 февраля 1913 года вступил в прусскую императорскую армию в качестве фанен-юнкера. Служил в 1-м западно-прусском уланском полку «Российский император Александр III» (нем. Westpreußischer Ulanen-Regiment «Kaiser Alexander III. von Rußland» Nr. 1). 20 ноября 1913 года повышен до фендрика.
К началу первой мировой войны он окончил курсы в военном училище и в августе 1914 года направлен на фронте в составе своего 1-го западно-прусского уланского полка «Российский император Александр III». 19 сентября 1914 года произведён в лейтенанты. В 1915 году направлен в 1-й силезский гусарский полк № 4 (нем. 1. Schlesisches Husaren-Regiment Nr. 4). В 1916 году вернулся обратно в свой полк на должность адъютанта полка, и 16 сентября 1917 года повышен до старшего лейтенанта. В этой должности и звании оставался до конца войны, награждён двумя Железными крестами.
После войны некоторое время продолжал служить в своём полку. 1 октября 1919 года поступил на службу в рейхсхеер в 8-й кавалерийский полк (нем. Reichswehr-Kavallerie-Regiment 8) на должность адъютанта полка. После сокращения германской армии до 100 тыс. человек перешёл в 8-й прусский кавалерийский полк (нем. 8. (Preuß.) Reiter-Regiment) в качестве офицера эскадрона (нем. Eskadronoffizier).
Позднее весной 1924 года переведён на должность адъютанта полка в этом же полку в Йольсе (ныне Олесница, Польша). С 1 августа 1925 года — капитан кавалерии (нем. Rittmeister). Летом 1927 года назначен командиром 3-го эскадрона в Миличе. В 1931-32 годах переведён в штаб полка в Йольс.
1 августа 1932 года переведён адъютантом в штаб 2-го кавалерийского дивизиона, где к 1 мая 1934 года стал майором. В этой должности и звании остался после реформы рейхсвера в вермахт. 1 августа 1935 года переведён адъютантом в штаб 1-й группы армий в Берлин, где к 1 октября 1936 года произведён в подполковники.
10 ноября 1938 года Ганс-Кристоф фон Хайдебранд сменил полковника Вилибальда фон Лангермана на должности командира 4-го кавалерийского полка в Алленштайне. 1 августа 1939 года присвоено звание полковника. С началом мобилизации в преддверии Второй мировой войны летом 1939 года оставил свою должность командира полка в связи с его переформированием и назначен командиром 1-го кавалерийского полка (нем. Reiter-Ersatz-Regiment 1). В начале февраля 1940 года переведён в резерв фюрера.
1 марта 1940 года назначен адъютантом заместителя командующего 1-м армейским корпусом (нем. 1. Armeekorps) в Кёнигсберге (ныне Калининград, Россия). В середине ноября 1940 года переведён на должность командира 113-го пехотного полка (нем. Schützen-Regiment 113) 1-й танковой дивизии в Восточной Пруссии.
Летом 1941 года возглавлял свой полк при нападении на СССР в составе группы армий «Север». Затем возглавил боевую группу 1-й танковой дивизии, с которой участвовал в наступлении на Ленинград и боях за город Калинин.
Осенью 1941 года назначен командиром вновь сформированной 23-й пехотной бригады (нем. 23. Schützen-Brigade).
Весной 1942 года в составе 23-й танковой дивизией направлен на южный участок Восточного фронта. 15 мая 1942 года погиб в бою в районе села Непокрытое недалеко от Харькова. В результате прямого попадания артиллерийского снаряда погиб весь штаб 23-й пехотной бригады, вместе с полковником Ганс-Кристофом фон Хайдебрандом.
27 июня 1942 посмертно произведён в генерал-майоры.
Захоронен на немецком военном кладбище в Харькове.

## Награды и звания
- два Железных креста I класса
- два Железных креста II класса (??, 21 августа 1942)
- Почётный крест ветерана войны[2]